# Cecilie (Schiff)
Die Cecilie war ein 1909/10 für die Preußisch-Rheinische-Dampfschiffahrtgesellschaft in Köln gebauter Seitenraddampfer, der von der Köln-Düsseldorfer Deutsche Rheinschiffahrt bis 1974 im Plandienst eingesetzt wurde. Obwohl die Reederei das Schiff 1972/73 generalsanierte, wurde es nach der Saison 1974 wegen zu hoher Betriebskosten aus wirtschaftlichen Gründen stillgelegt und 1975 außer Dienst gestellt. Die Cecilie wurde 1984 bis auf die Maschinenanlage und die Schaufelräder im niederländischen Hendrik-Ido-Ambacht verschrottet.

## Technische Beschreibung

### Rumpf, Decks und Ausstattung
Die Cecilie war ein Einrumpfschiff mit spitz zulaufendem Bug, senkrechtem Steven und einem Kreuzerheck. Der Rumpf bestand aus vernieteten Stahlplatten auf Spanten. Das Schiff verfügte im Ablieferzustand über zwei feste Decks und ein komplett mit einem Sonnensegel überdachtes Schutzdeck, das im vorderen Bereich mit einer festen mit Fenstern versehenen Verkleidung ausgestattet war. Der Rest des Decks war seitlich offen und mit einem Geländer gesichert. Später wurde im vorderen Bereich ein Sonnendeck eingerichtet, auch wurde die Verkleidung bis hinter die Radkästen erweitert – zusätzlich wurde das Schutzdeck mit einem festen Holzdach versehen. Das Hauptdeck war in den ersten Jahren im vorderen Bereich seitlich offen ausgeführt. Bei einer 1925 ausgeführten Modernisierung wurde in diesem Bereich eine feste Verkleidung angebracht. Am Heck war ein kleines mit einem Sonnensegel überdachtes Freideck. Der im Heckbereich des Unterdecks liegende Damensalon und der darüberliegende Speisesaal waren im Empirestil nach Plänen des Berliner Architekten J.G. Pfaff eingerichtet worden.

### Antrieb und Steuerung
Die Cecilie wurde von einer schrägliegenden Zweizylinder-Verbunddampfmaschine mit Schiebersteuerung der Gebrüder Sachsenberg Roßlau mit einer Leistung von 725 PS über zwei mit Schubstangen und Exzenter gesteuerte 3,66 m hohe Schaufelräder mit jeweils acht Schaufeln angetrieben. Der benötigte Dampf wurde mit zwei Flammrohr-Zylinderkesseln mit jeweils 147 m² Heizfläche erzeugt. Der Dampfdruck lag bei 9,5 kp/cm².

## Geschichte

### Bau und Inbetriebnahme

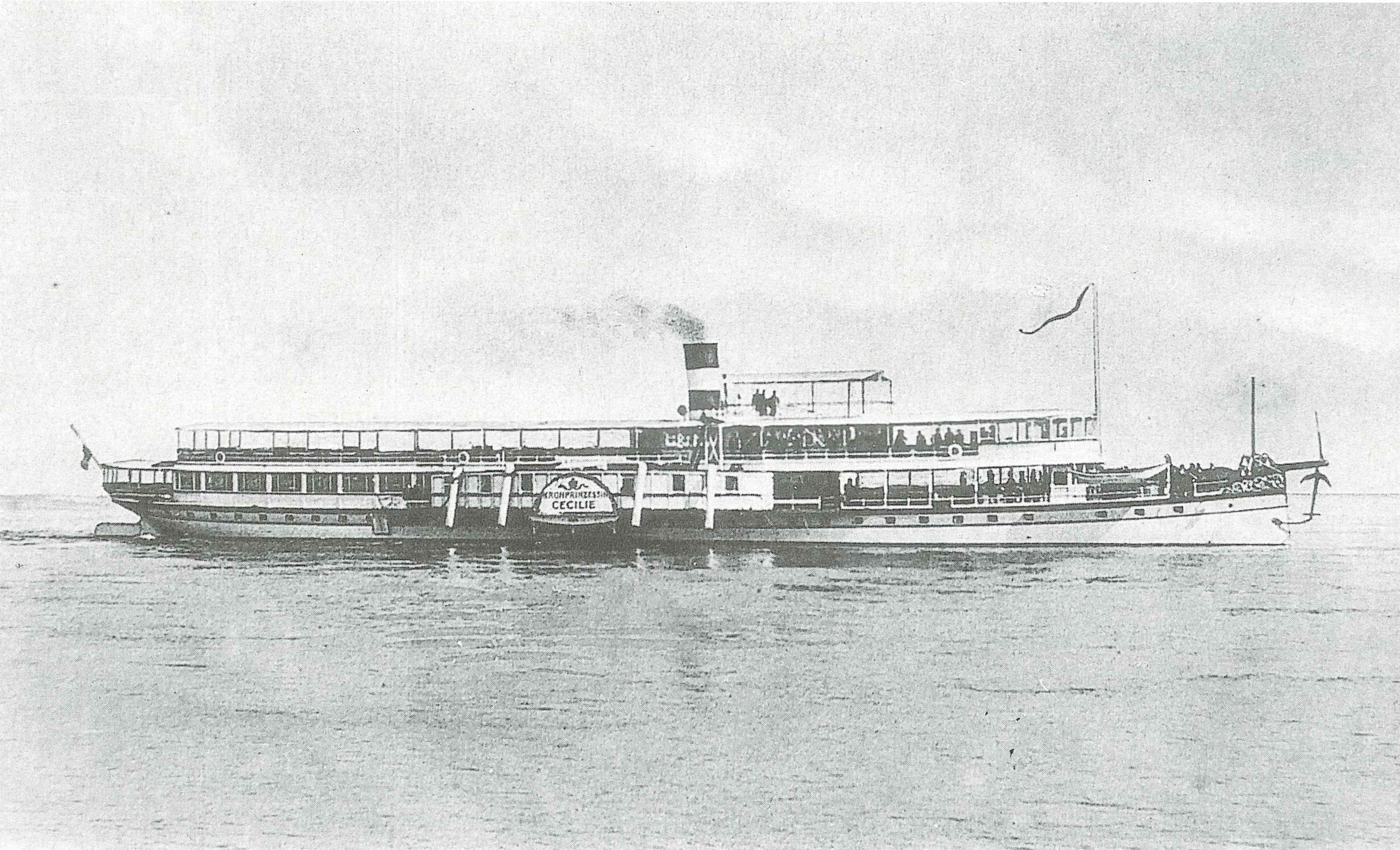
Die Kronprinzessin Cecilie (1910)

Die Preußisch-Rheinische-Dampfschiffahrtgesellschaft bestellte im März 1909 bei der Werft der Gebrüder Sachsenberg in Köln-Deutz einen luxuriösen Doppeldeck-Salondampfer. Die Kiellegung des unter der Baunummer 625 gefertigten Schiffs war im August 1909. Die Endausrüstung sowie der Außenanstrich erfolgten im März 1910 bei der reedereieigenen Werkstatt im Kölner Rheinauhafen. Die Baukosten für das Schiff lagen bei 351.000 Reichsmark. Die Namensgeberin für das am 5. Mai 1910 in Köln auf den Namen Kronprinzessin Cecilie getaufte Schiff war Cecilie zu Mecklenburg, die letzte Kronprinzessin des deutschen Kaiserreichs. Die anschließende Jungfernfahrt mit Ehrengästen und dem Aufsichtsrat der PRDG führte zunächst nach Koblenz und am Folgetag weiter nach Mainz. Danach setzte die Betriebsgemeinschaft Köln-Düsseldorfer die Cecilie im Plandienst auf der Schnellfahrt zwischen Mainz und Köln ein. Das mit Kohle befeuerte Dampfschiff durfte bis zu 2300 Fahrgäste aufnehmen.

### Von 1911 bis 1938
Anlässlich der Einweihungsfeierlichkeiten zur Eröffnung der Kölner Hohenzollernbrücke am 22. Mai 1911 war die Kronprinzessin Cecilie das Kaiserliche Festschiff. Beim abendlichen Feuerwerk wurde sie von 90 Schiffen eskortiert. An Bord waren Kaiser Wilhelm II, Kaiserin Auguste Viktoria, Prinzessin Viktoria Luise und viele andere Ehrengäste. Zu Anfang des Ersten Weltkriegs wurde der Dampfer zum Lazarettschiff umgebaut. Er konnte bis zu 500 Verwundete aufnehmen, die von vier Ärzten und 20 Sanitätern betreut wurden. An der Westfront verwundete Soldaten wurden von kleineren Schiffen über die Mosel bis nach Koblenz gebracht. Dort wurden sie zur weiteren Versorgung und zum Transport in heimatnahe Orte von der Kronprinzessin Cecilie übernommen. Nach Kriegsende musste das Schiff auf Weisung der Französischen Alliierten an den Chef des Feldeisenbahnwesens vermietet werden. Die Vaterland wurde der Schiffahrtsgruppe West zugeteilt und bis zum 8. November 1919 bei Bedarf als Truppentransporter eingesetzt.
Aufgrund eines Eisenbahnerstreiks übernahm die Köln-Düsseldorfer vom 11. März bis 17. Dezember 1923 die Postbeförderung auf dem Rhein zwischen Ludwigshafen und Xanten. Im vorderen Unterdeck wurde bei den eingesetzten Schiffen ein Briefpostamt eingerichtet, der vordere Bereich des Hauptdecks diente als Lagerfläche für Pakete. Die Postbeamten wohnten während dieser Zeit auf dem Schiff. In den Jahren 1925 und 1933 erhielt das Schiff feste Glasverkleidungen der vorderen Bereiche von Haupt- und Oberdeck sowie einen festen Ruderstuhl.

### Zweiter Weltkrieg und Nachkriegszeit

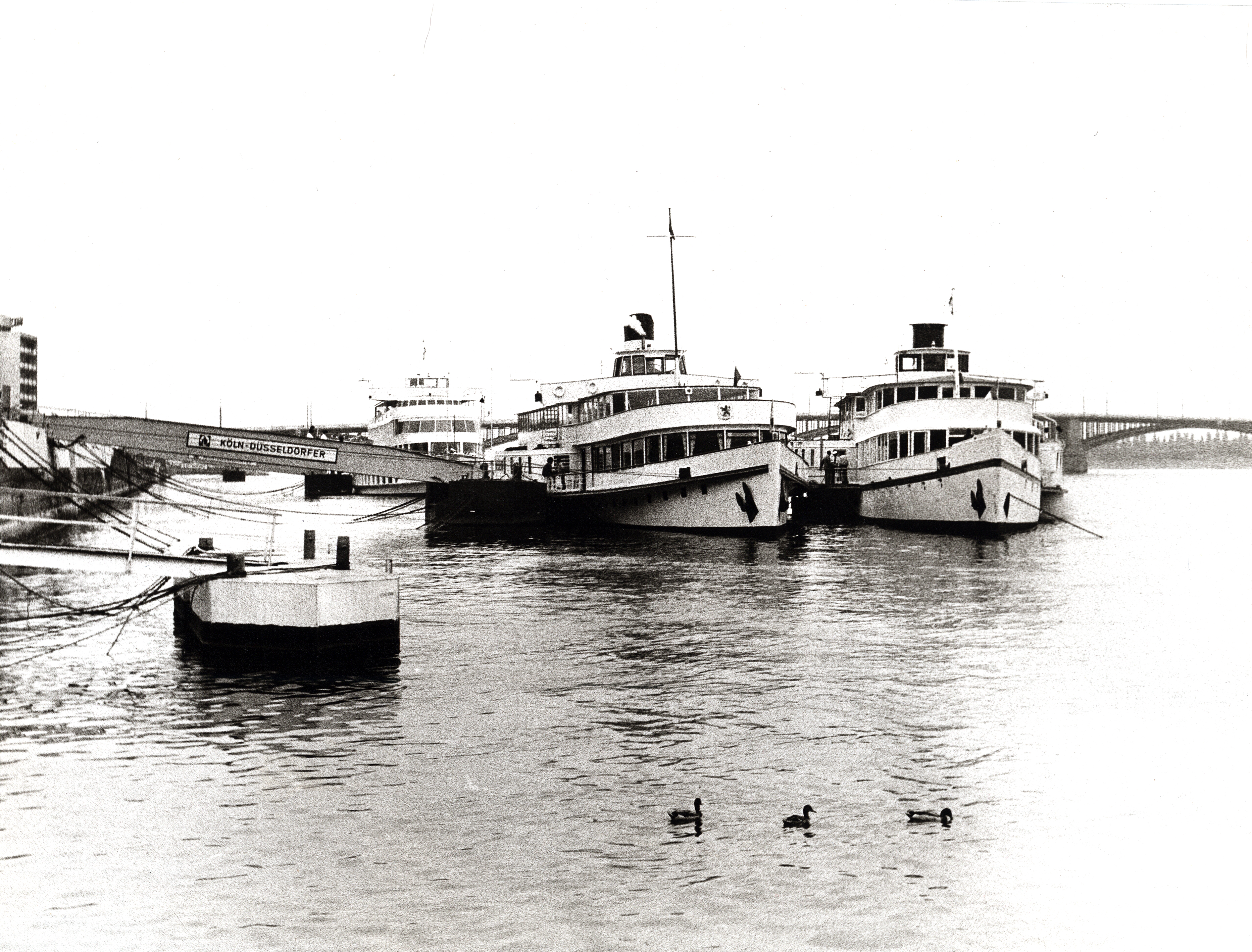
Zusammen mit Raddampfer Rüdesheim am Anleger Mainz (1973)

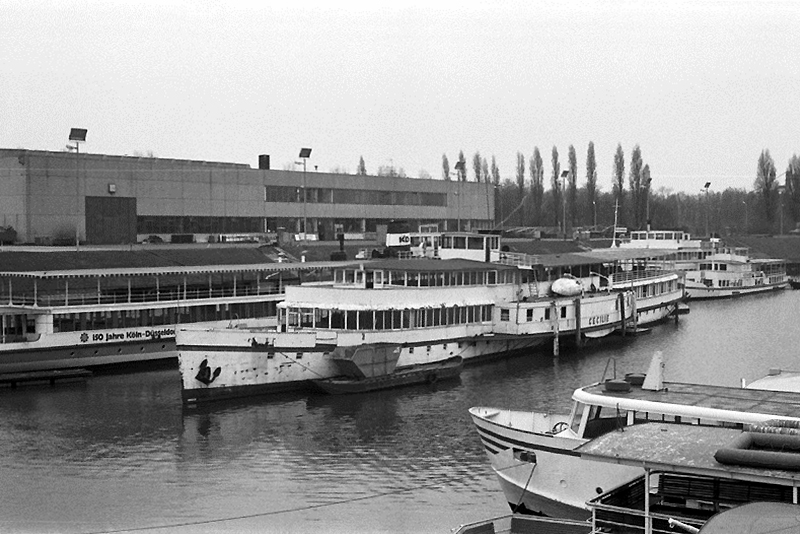
Stillgelegt im Niehler Hafen (1978)

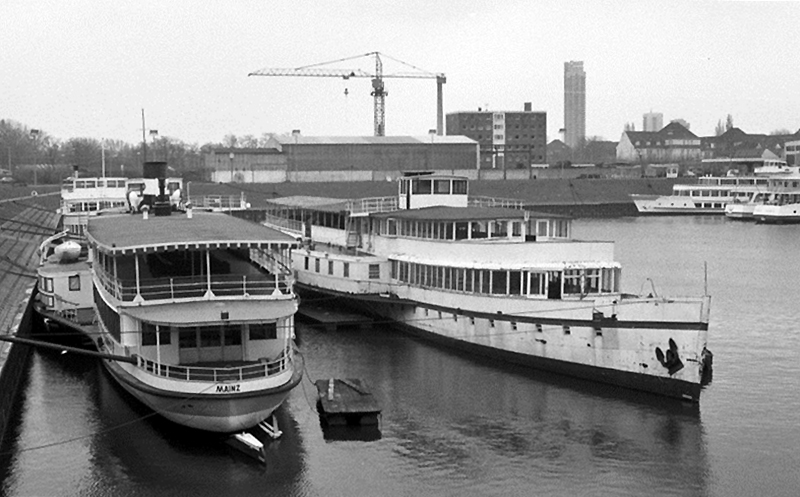
Mit dem Raddampfer Mainz (1978)

Im ersten Jahr des Zweiten Weltkriegs setzte die Reederei das Schiff weiter im Personenverkehr ein. Zum besseren Schutz vor Luftangriffen erhielt die Kronprinzessin Cecilie im März 1941 einen blaugrauen Tarnanstrich. Ab 1941 transportierte die Köln-Düsseldorfer auch Güter mit der Kronprinzessin Cecilie. Der Güterverkehr war notwendig geworden, um den Status der Kriegswichtigkeit für die KD aufrechtzuerhalten. Nur so wurde sichergestellt, dass die Reederei die notwendigen Betriebsmaterialien, wie beispielsweise Kohle, Schmierstoffe und metallene Ersatzteile, zugeteilt bekam. Zudem konnte deshalb auch das wehrpflichtige Personal auf den Schiffen verbleiben.
Am 13. Januar 1945 lag die Kronprinzessin Cecilie zur Beladung an einer Güterumschlagsstelle in Mannheim. Gegen 13:30 Uhr wurde der Schiffsrumpf backbord durch umherfliegende Splitter von Sprengbomben aufgerissen. Da beim Bau des Schiffs auf Querschotten verzichtet worden war und keine Pumpen zur Verfügung standen, lief der Rumpf des Schiffs voll, sodass es innerhalb kurzer Zeit sank. Im Dezember 1946 erhielt das niederländische Bergungsunternehmen P.H. van Wienen den Auftrag, das Schiff zu heben. Aufgrund einer langen Frostperiode und Niedrigwasser konnte das Wrack erst im November 1947 abgedichtet und gehoben werden. Anschließend ließ die Reederei das Schiff nach Düsseldorf überführen, wo es rund zwei Jahre ohne weitere Verwendung lag.

### 1950er-Jahre bis zur Außerdienststellung
Auf der Kölner Werft von Ewald Berninghaus wurde der Dampfer in den ersten Monaten des Jahres 1950 repariert und modernisiert. Das Schiff erhielt dabei einen neuen Bug und die Aufbauten des Oberdecks wurden nach hinten versetzt, sodass im vorderen Bereich ein Sonnendeck eingerichtet werden konnte. Mit der Wiederinbetriebnahme am 27. Mai 1950 wurde der Schiffsname auf Cecilie gekürzt. Die Reederei setzte das Schiff zumeist auf den kürzeren Fahrtstrecken im Ausflugsverkehr ein, da es aufgrund seiner kleinen Schaufelräder zu langsam war, um den Fahrplan auf der Langstrecke von Köln nach Mainz halten zu können. Im Frühjahr 1958 stellte die Reederei die Dampfkessel der Cecilie in Zusammenarbeit mit dem Hersteller Babcock & Wilcox auf Schwerölfeuerung um. Die zugelassene Fahrgastkapazität wurde am 16. Mai 1964 auf 1600 reduziert.
Nach der Saison 1966 legte die Köln-Düsseldorfer die Cecilie still und hielt sie als Reserveschiff vor. Am 16. Mai 1967 fusionierten die DGMN und die Preußisch-Rheinische Dampfschiffahrtsgesellschaft zur Köln-Düsseldorfer Deutsche Rheinschiffahrt AG. Der Besitz aller Schiffe der beiden Unternehmen wurde in die neue Gesellschaft übertragen. Vom 29. Mai bis Ende Juli 1967 übernahm die Cecilie die Fahrten der durch eine Havarie ausgefallenen Goethe. Die endgültige Ausmusterung der Cecilie war für das Saisonende 1968 geplant. Nach einem Brand im Kölner Rheinauhafen am 23. Februar 1968, bei dem der Raddampfer Frieden komplett zerstört worden war, musste die Reederei diese Planung revidieren und setzte die Cecilie fortan wieder im Plandienst ein. Da das älteste im Betrieb befindliche Schiff der Köln-Düsseldorfer im Gegensatz zu anderen jüngeren Raddampfern nicht sehr störanfällig war, wurde es im Winter 1972/1973 nochmals generalüberholt. Der Innenraum wurde dabei modernisiert und teilweise mit neuem Mobiliar ausgestattet.
Bedingt durch die Ölkrise im Herbst 1973 und die damit verbundenen immens gestiegenen Kraftstoffpreise, entschied die Köln-Düsseldorfer, ihre Flotte zu verkleinern. Aufgrund der hohen Betriebskosten entschied sich die Geschäftsführung, die Cecilie auszumustern. Nach der Sommersaison 1974 wurde der Seitenraddampfer im Niehler Hafen aufgelegt und 1975 endgültig außer Dienst gestellt.

### Verwendung nach der Außerdienststellung
Bis 1983 diente die Cecilie als Ersatzteilspender für die damals noch im Dienst stehenden Raddampfer Goethe, Mainz und Rüdesheim. Zusätzlich übernachtete die Besatzung des Tragflügelboots Rheinpfeil bei ihrem täglichen Hafenaufenthalt auf dem Schiff. Die Köln-Düsseldorfer nutzte das Schiff während dieser Zeit auch als schwimmendes Vorratslager. Ende 1983 kaufte der niederländische Schiffsverwerter Arie Rijsdidijk, Boss & Zoonen das Schiff. Er ließ es ab dem 8. Dezember von den beiden Schleppern Amice III und Albert R zum Abwracken nach Hendrik-Ido-Ambacht überführen. Die Maschinenanlage, die Schaufelräder sowie die dazugehörige Rumpfsektion kaufte ein Berliner Privatsammler – der Rest wurde 1984 der Verwertung zugeführt.
Im Jahre 1994 wurde in Nörvenich die Projektgruppe Cecilie gegründet. Diese hatte sich zum Ziel gesetzt, den Dampfer unter Verwendung der alten Maschinenanlage nach Originalplänen im Vorkriegszustand zu rekonstruieren. Die 1995 von der Projektgruppe erworbene Maschine wurde zur Werft Laubegast in Dresden überführt, auf der der Nachbau ausgeführt werden sollte. Nachdem die Finanzierung nicht sichergestellt werden konnte, mussten die Pläne verworfen werden. Als die Nederlandse Raderstoomboot Maatschappij aus Rotterdam im Jahr 1999 den ehemaligen KD-Dampfer Rüdesheim fertiggestellt hatte und im Rotterdamer Hafen mit dem Namen De Majesteit betrieb, wollte sie zur Flottenvergrößerung den Raddampfer Hansa, von dem nur noch der Rumpf erhalten war, aufbauen. Für dieses Vorhaben kaufte sie 2000 die in Dresden gelagerte Maschinenanlage der Cecilie – auch dieses Projekt wurde nicht verwirklicht.